# Центр досліджень і сертифікації Халяль
Центр досліджень і сертифікації «Халяль» — організація по контролю відповідності харчових продуктів стандартам халяль в Україні. Ця експертна організація є посередником між українськими виробниками та міжнародними ринками і яка користується довірою в Україні та в ісламських країнах. Це дозволяє експортувати українські товари на ринки країн мусульманського світу.
Світовий ринок продуктів та послуг халяль оцінюється приблизно в 635,8 млрд доларів США на рік, а кількість потенційних споживачів сягає 1,5 млрд людей (саме стільки мешканців планети сповідують Іслам); з них близько 51,2 — 52 млн у Західній Європі. Експертні оцінки європейського ринку продуктів та послуг халяль сягають приблизно 66 млрд доларів. Крім того, багато європейців інших віросповідань вбачають у сертифікації халяль додатковий знак якості, де на кожному етапі виробництва ведеться чіткий контроль. Саме тому на полицях магазинів вони шукають продукцію саме з емблемою «халяль» яка є більш безпечною та якісною, також відповідає вимогам здорового харчування. Слід відзначити, що значна частка з 10 українських компаній, що отримали дозвіл на експорт продуктів до ЄС, раніше отримали сертификат «Халяль».

## Цілі
1. Забезпечення українського продовольчого ринку доступними та якісними товарами категорії халяль.
2. Сприяння експорту українських товарів на ринки ісламських країн, сприяти наведенню мостів між цими країнами і Україною.
3. Сприяння збуту товарів українських виробників, що виробляють товари та послуги халяль.
4. Створення робочих місць для мусульман.

## Ресурси Інтернету
- Умови отримання сертифіката
- Корпорація «Агро-Овен» — одна з найбільших аграрних компаній в Україні, успішно пройшла сертифікацію Халяль від Центру Досліджень та Сертифікації Халяль «Альраїд». [Архівовано 30 січня 2016 у Wayback Machine.]
- Маленькі історії великих компаній. ТОВ «Комплекс Агромарс» ввело в дію цех з виробництва курятини, що відповідає стандартові «Халяль»
- Курятина Агропромгрупи «Пан Курчак» отримала сертифікат «Халяль» [Архівовано 24 жовтня 2016 у Wayback Machine.]
- Фермерське господарство «УЛАР» сертифіковане стандартом «Халяль», що дає можливість експортувати продукцію в країни Сходу. [Архівовано 1 квітня 2022 у Wayback Machine.]
- Міжнародну сертифікацію Халяль (HALAL) отримали виробничі майданчики «ТЕРРА ФУД»: «Білоцерківський молочний комбінат», «Решетилівський маслозавод», «Тульчинський маслосирзавод», які виробляють продукцію в категоріях: UHT milk, UHT cream, Soft cheese, UHT yogurts, Blended butter
- Підприємства Групи компаній «Молочний Альянс» отримали дозвіл експортувати продукцію в країни арабо-мусульманського світу [Архівовано 31 січня 2016 у Wayback Machine.]
- 12 грудня 2014 року продукти ТМ «Лісова казка» випущені для ринку Ісламських країн отримали Сертифікацію «Халяль»
- В 2013 році підприємства корпорації «Бісквіт-Шоколад» отримали сертифікати відповідності власної продукції канонам шаріату за нормами «Халяль»
- Компанія «Заготсервіс» отримала сертифікат «Халяль» [Архівовано 31 січня 2016 у Wayback Machine.]
- Приватне підприємство «Кріоліт-Днепро» отримало сертифікат «Халяль» на низку кондитерських виробів [Архівовано 30 січня 2016 у Wayback Machine.]
- Мусульмани можуть насолоджуватися халяльными солодощами «АВК»[недоступне посилання з липня 2019]